# NGC 3320
NGC 3320 is een balkspiraalstelsel in het sterrenbeeld Grote Beer. Het hemelobject werd op 1 april 1788 ontdekt door de Duits-Britse astronoom William Herschel.

## Synoniemen
- UGC 5794
- MCG 8-20-10
- ZWG 241.5
- IRAS10366+4739
- PGC 31708